# باولا فوكس
باولا فوكس (بالإنجليزية: Paula Fox)‏ (مواليد 22 أبريل 1923 في نيويورك - 1 مارس 2017)، هي روائية أمريكية. مختصة بأدب الأطفال وكتابة المذكرات.

## روابط خارجية
- باولا فوكس على موقع IMDb (الإنجليزية)
- باولا فوكس على موقع مونزينجر (الألمانية)
- باولا فوكس على موقع قاعدة بيانات الفيلم (الإنجليزية)